# General-San-Martín-Station
Koordinaten: 68° 7′ 48″ S, 67° 6′ 5″ W
Die General-San-Martín-Station ist eine permanente, das ganze Jahr betriebene argentinische antarktische Station, die der wissenschaftlichen Forschung dient. Sie ist nach dem südamerikanischen Freiheitskämpfer José de San Martín, dem Befreier von Argentinien, Chile und Peru, benannt. Die Forschungsstation befindet sich auf der Barry-Insel. Die Insel ist Teil der Debenham-Inseln in der Marguerite-Bucht und gehört zur Antarktischen Halbinsel.
Zur Zeit ihrer Errichtung im Jahr 1951 war sie die erste menschliche Siedlung südlich des Südlichen Polarkreises. 2014 war sie die westlichste argentinische permanente Forschungsstation.